# Jules Berry
Jules Berry, pseudonimo di Marie Louis Jules Paufichet  (Poitiers, 9 febbraio 1883 – Parigi, 23 aprile 1951), è stato un attore francese.
Fu uno degli attori più brillanti del teatro boulevardier, interprete di personaggi contrassegnati da una sentimentalità galante, appena velata di cinismo. Dopo il debutto nei principali teatri parigini, si dedicò anche all'operetta e recitò per un lungo periodo a Bruxelles. Nel cinema muto, in cui esordì nel 1910, e soprattutto in quello sonoro, sfoggiò lo stesso straordinario mestiere, che aveva conferito tanta credibilità alle commedie di Georges Feydeau.

## Biografia
Nato a Poitiers, nel 1898 si trasferì con la famiglia a Parigi, dove studiò al Lycée Louis-le-Grand e poi si diplomò in architettura all'École nationale supérieure des beaux-arts. Fu durante gli studi che scoprì la propria vocazione per il palcoscenico. A seguito di un'audizione, fu assunto presso il  Théâtre Antoine, dove recitò nel dramma La Mort du duc d'Enghien di Léon Hennique e in Le Perroquet vert di Arthur Schnitzler. Successivamente si trasferì a Bruxelles, dove recitò per alcuni anni al Théâtre des Galeries Saint-Hubert, interpretando opere di noti autori come Marcel Achard e Louis Verneuil e specializzandosi in parti di galante avventuriero, dal fisico prestante e dalla voce insinuante.
Dopo una lunga gavetta sui palcoscenici di Bruxelles, debuttò sul grande schermo nei cortometraggi muti Shylock, le merchand de Venis (1910) e Olivier Cromwell (1911), entrambi di Henri Desfontaines, ma la sua recitazione di stampo teatrale non piacque alla critica, per cui l'attore rimase lontano dal cinema fino al 1928, quando riapparve nel film Il denaro di Marcel L'Herbier. Solo all'avvento del sonoro, in cui debuttò con il film Mon coeur et ses millions (1931) di André Berthomieu, al fianco di Suzy Prim, Berry poté esprimere appieno le sue capacità di interprete, la sua abilità nell'arte dell'improvvisazione e il suo rifiuto di mandare a memoria le battute. Con la sua voce suadente e la sua figura elegante e azzimata, fu uno degli attori più richiesti degli anni trenta, periodo d'oro del cinema francese. Senza mai abbandonare l'attività teatrale, recitò in circa 90 film, nella maggior parte dei quali interpretò il ruolo del villain che riesce sempre a conquistare un'indefinibile simpatia da parte del pubblico. 
Tra i suoi migliori film, Il delitto del signor Lange (1933) di Jean Renoir, in cui interpretò un industriale travolto dai debiti, il brillante Caffè internazionale (1938) di Yves Mirande, nei panni di un sospettato di omicidio, Alba tragica (1939), di Marcel Carné, nei panni di un ammaestratore di cani e bieco seduttore di fanciulle, e soprattutto L'amore e il diavolo (1942), ancora di Carné, dove diede una memorabile interpretazione del ruolo del raffinato e galante satanasso. Tra gli altri titoli da lui interpretati, da ricordare Un immortale su misura (1937) di Roger Richebé, Ladro di donne (1938) di Abel Gance, nel ruolo a lui congeniale di un dongiovanni gentiluomo, e Il viaggiatore d'Ognissanti (1943) di Louis Daquin. 
Jules Berry ebbe relazioni con le attrici Jane Marken, Suzy Prim e Josseline Gaël, dalla quale nel 1939 ebbe una figlia, Michelle. Esuberante ed eclettico, le sue passioni per le donne e per il gioco d'azzardo lo portarono a sperperare i propri guadagni al casinò e alle corse dei cavalli. Minato nel fisico da forti reumatismi, nell'aprile 1951 fu ricoverato all'ospedale parigino di Broussais, dove morì a causa di un infarto.

## Filmografia parziale
- Shylock, le marchand de Venise, regia di Henri Desfontaines (1910)
- Olivier Cromwell, regia di Henri Desfontaines (1911)
- Shylock, regia di Henri Desfontaines (1912)
- Il denaro (L'Argent), regia di Marcel L'Herbier (1928)
- Quick, Re dei clown (Quick), regia di Robert Siodmak (1932)
- Il delitto del signor Lange (Le Crime de Monsieur Lange), regia di Jean Renoir (1936)
- L'uomo fantasma (Monsieur Personne), regia di Christian-Jaque (1936)
- Arriva il campione (Les Rois du sport), regia di Pierre Colombier (1937)
- Gentiluomini di mezzanotte (Le Club des aristocrates), regia di Pierre Colombier (1937)
- Un immortale su misura (L'Habit vert), regia di Roger Richebé (1937)
- La signora di Montecarlo (L'Inconnue de Monte-Carlo), regia di André Berthomieu (1938)
- Caffè internazionale (Café de Paris), regia di Yves Mirande, Georges Lacombe (1938)
- Accordo finale (Accord final), regia di Ignacy Rosenkranz (1938)
- Arturo va in città (Hercule), regia di Alexander Esway (1938)
- Un caso famoso (Carrefour), regia di Curtis Bernhardt (1938)
- Ladro di donne (Le Voleur de femmes), regia di Abel Gance (1938)
- Alba tragica (Le Jour se lève), regia di Marcel Carné (1939)
- Transatlantico (Paris - New York), regia di Yves Mirande (1940)
- Viaggio all'altro mondo (L'Héritier des Mondésir), regia di Albert Valentin (1940)
- Cercasi padrone (Parade en 7 nuits), regia di Marc Allégret (1941)
- Delirio d'amore (La Symphonie fantastique), regia di Christian-Jaque (1942)
- L'ombra del male (L'Assassin a peur la nuit), regia di Jean Delannoy (1942)
- L'amore e il diavolo (Les Visiteurs du soir), regia di Marcel Carné (1942)
- Il viaggiatore d'Ognissanti (Le Voyageur de la Toussaint), regia di Louis Daquin (1943)
- Tristi amori, regia di Carmine Gallone (1943)
- T'amerò sempre, regia di Mario Camerini (1943)
- La taverna del porto (La Taverne du poisson couronné), regia di René Chanas (1947)
- Rapsodia d'amore (Rêves d'amour), regia di Christian Stengel (1947)
- Ritratto di un assassino (Portrait d'un assassin), regia di Bernard-Roland (1949)
- Storie straordinarie (Histoires extraordinaires à faire peur ou à faire rire...), regia di Jean Faurez (1949)